# Jean-François Lamour
Jean-François Lamour (Maisons-Alfort, 2 de febrero de 1956) es un político y deportista francés que compitió en esgrima, especialista en la modalidad de sable.
Participó en cuatro Juegos Olímpicos de Verano, entre los años 1980 y 1992, obteniendo en total cinco medallas: oro y plata en Los Ángeles 1984, en las pruebas individual y por equipos (junto con Pierre Guichot, Hervé Granger-Veyron, Philippe Delrieu y Franck Ducheix), oro en Seúl 1988, prueba individual, y dos bronces en Barcelona 1992, prueba individual y por equipos (con Jean-Philippe Daurelle, Franck Ducheix, Hervé Granger-Veyron y Pierre Guichot).
Ganó tres medallas en el Campeonato Mundial de Esgrima, en los años 1987 y 1989.
Fue el abanderado de Francia en la ceremonia de apertura de los Juegos de Barcelona 1992. Después de retirarse de la competición, se dedicó a la política, ejerciendo de ministro de Deportes entre 2002 y 2007.

## Palmarés internacional
| Juegos Olímpicos   | Juegos Olímpicos             | Juegos Olímpicos  | Juegos Olímpicos  |
| Año                | Lugar                        | Medalla           | Prueba            |
| ------------------ | ---------------------------- | ----------------- | ----------------- |
| 1984               | Los Ángeles (Estados Unidos) | Medalla de oro    | Sable individual  |
| 1984               | Los Ángeles (Estados Unidos) | Medalla de plata  | Sable por equipos |
| 1988               | Seúl (Corea del Sur)         | Medalla de oro    | Sable individual  |
| 1992               | Barcelona (España)           | Medalla de bronce | Sable individual  |
| 1992               | Barcelona (España)           | Medalla de bronce | Sable por equipos |
| Campeonato Mundial |                              |                   |                   |
| Año                | Lugar                        | Medalla           | Prueba            |
| 1987               | Lausana (Suiza)              | Medalla de oro    | Sable individual  |
| 1987               | Lausana (Suiza)              | Medalla de bronce | Sable por equipos |
| 1989               | Denver (Estados Unidos)      | Medalla de bronce | Sable por equipos |